# Ronnie Self
Ronnie Self (* 5. Juli 1938 in Tin Town, Missouri; † 28. August 1981 in Springfield, Missouri) war ein US-amerikanischer Rockabilly-Musiker.

## Leben

### Kindheit und Jugend
Ronnie Self war das älteste Kind des Eisenbahnarbeiters Raymond Self und dessen Frau Hazel Sprague. Schon als kleiner Junge interessierte er sich für Musik und als Jugendlicher schrieb er seine ersten Songs.

### Karriere
Nachdem er schon mehrere Demo-Bänder an verschiedene Plattenfirmen geschickt hatte, traf er 1956 den Produzenten und Manager Dub Albritton, der auch Red Foley unter Vertrag hatte. Durch Albritton wurde Self an ABC-Paramount vermittelt. Doch seine 1956 erschienene Platte Pretty Bad Blues / Three Hearts Later wurde von der Öffentlichkeit kaum beachtet. Kurz danach nahm er an Albrittons Phillip Morris Caravan teil. Durch die Tour stieg Selfs Popularität spürbar. Das führte im gleichen Jahr noch zu einem Vertrag mit Columbia Records. Dort hatte er 1958 mit Bop A Lena seinen einzigen Hit. Der Song wurde über CBS unter anderem auch in Deutschland veröffentlicht. Self, der bereits verheiratet war und einen Sohn hatte, spielte noch einige weitere Platten für Columbia ein, die jedoch nicht an seinen anfänglichen Erfolg anknüpfen konnten.
Danach kam er bei Decca Records zu einem Vertrag. Seine dortigen Erscheinungen waren jedoch wenig erfolgreich. Bis in die 1960er Jahre hinein hatte er als Komponist noch einige kleine Erfolge und im Zuge des Rockabilly-Revivals erlangte er auch in Europa Berühmtheit. 
Ronnie Self verstarb am 28. August 1981 in Springfield, Missouri, im Alter von nur 43 Jahren. Er wurde postum in die Rockabilly Hall of Fame aufgenommen.

## Diskographie
| Jahr | Titel                                                                                                  | Plattenfirma          |
| ---- | --- | --------------------- |
| 1956 | Pretty Bad Blues / Three Hearts Later                                                                  | ABC-Paramount Records |
| 1956 | Sweet Love / Alone                                                                                     | ABC-Paramount Records |
| 1957 | Big Fool / Flame Of Love                                                                               | Columbia Records      |
| 1957 | Ain’t I’m A Dog / Rocky Road Blues                                                                     | Columbia Records      |
| 1958 | Be Bop-A-Lena / I Ain’t Goin' Nowhere                                                                  | Columbia Records      |
| 1958 | Big Blon’ Baby / Date Bait                                                                             | Columbia Records      |
| 1958 | You’re So Right For Me / Petrified                                                                     | Columbia Records      |
| 1958 | Rockin’ Ronnie Self                                                                                    | Philips               |
| 1959 | This Must Be The Place / Big Town                                                                      | Decca Records         |
| 1960 | So High / I’ve Been There                                                                              | Decca Records         |
| 1962 | Something You Can’t Change / Instant Man                                                               | Decca Records         |
| 1962 | Oh Me, Oh My / Past, Present and Futute                                                                | Decca Records         |
| 1963 | Houdini / Bless My Broken Heart                                                                        | Kapp Records          |
| 1967 | Ain’t A Dandy / Long Distance Kiss                                                                     | Scratch Records       |
| 1968 | High On Life / The Road Keeps Winding                                                                  | Amy Records           |
|      | - About Cured? - Ain’t That Good Wood - Beat, Broke and Blue - Biggest Dog In Town - Black Night Blues | nicht veröffentlicht  |
|      | - Boppin’ The Blues - The Boss’ Daughter - Do It Now - Get Out Of My Live                              | nicht veröffentlicht  |